# Нідермайрит
Нідермайрит — рідкісний гідратований мінерал, гідроксил-сульфат міді та кадмію з формулою: {\displaystyle {\ce {Cu4Cd(SO4)2(OH)6*4H2O}}}. Кристалізується в моноклінній системі і зустрічається у вигляді наростків та добре сформованих склоподібних синьо-зелених призматичних кристалів. Має питому вагу 3,36.
Нідермайрит був названий на честь Герхарда Нідермайра (нар. 1941), австрійського мінералога. Вперше його було описано в 1998 році у копальні в районі Лавріон, Аттика, Греція. Також повідомлялося про знахідки з району Офір, округ Туел, штат Юта. Кадмієвий домінуючий аналог кампільяїту.